# Javier Domingo Fernández González
Javier Domingo Fernández González (ur. 7 lipca 1973 w Caracas) – wenezuelski duchowny katolicki, szef protokołu dyplomatycznego Stolicy Apostolskiej.

## Życiorys
21 lipca 2001 otrzymał święcenia kapłańskie i został inkardynowany do archidiecezji Caracas. 
14 września 2023 papież Franciszek mianował go szefem protokołu dyplomatycznego Stolicy Apostolskiej, zastępując na tym stanowisku Josepha Murphy.